# Paul Ernst
Karl Friedrich Paul Ernst (Eblingerote, 7 de março de 1866 – Sankt Georgen an der Stiefing, 13 de maio de 1933) foi um poeta, escritor e jornalista alemão.
Estando acostumado à descrição de novelas à maneira literária antiga, das quais publicou traduções em 1902, Ernst acentua em seus romances uma tendência à clareza plástica, a qual ele também defendia tetricamente como adepto do neoclassicismo. Além de romances, publicou tratados sobre leis de proteção ao operário e sua regulamentação internacional. Utilizou o pseudónimo de P. W. Spaßmöller.

## Obra lírica
Colecção "Beten und Arbeiten"; poemas soltos.

## Obra dramática
- Tragédias:

"Beatrice und Deflores", "Brünhild", "Canossa", "Demetrios", "Ninon de Lenclos" entre outras.
- Comédias:

"Eine Nacht in Florenz", "Komödianten", entre outras.

## Obra literária
- Romances:

"Das Glück von Lautenthal", "Saat auf Hoffnung", "Der schmale Weg zum Glück" entre outros.
- Novelas e Narrações:

"Die Hochzeit", "Komödiantengeschichten", "Spitzbubengeschichten", entre outras.
- Memórias:

"Jünglingsjahre"
- Ensaios literários, artísticos, religiosos e sociais:

"Ein Credo", "Erdachte Gespräche", "Grundlagen der neuen Gesellschaft", "Tagebuch eines Dichters", "Der Zusammenbruch des deutschen Idealismus", entre outros.